# Staz Nair

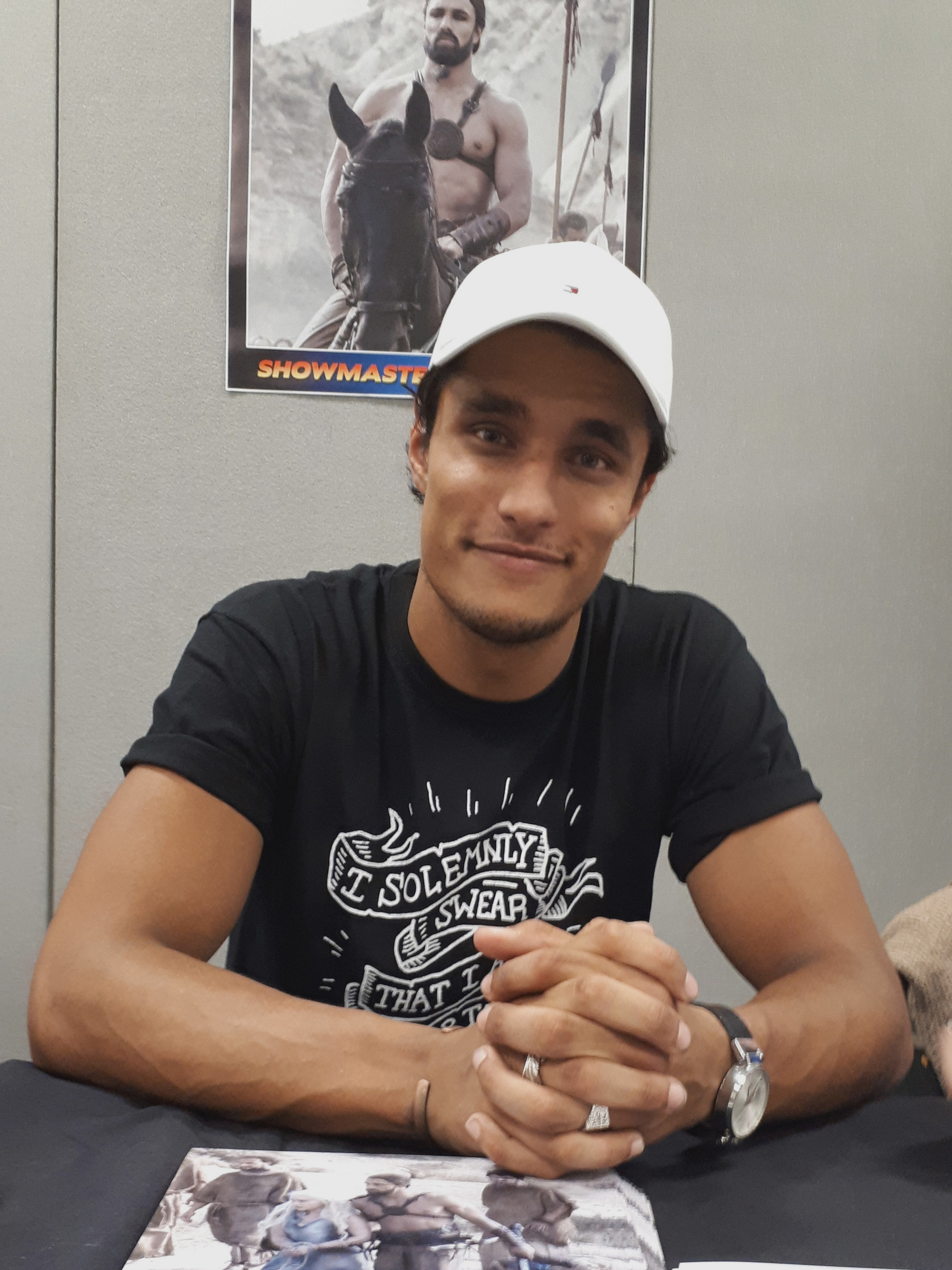

Staz Nair, född 17 juni 1991 i London, är en brittisk skådespelare.
Nair har bland annat medverkat i filmen Rebel Moon Part 1: A Child of Fire från 2023. Han har även medverkat i TV-serierna Game of Thrones (2016–2019) och Supergirl (2019–2021).

## Filmografi (i urval)
- 2016–2019: Game of Thrones
- 2019–2021: Supergirl
- 2023: Rebel Moon Part 1: A Child of Fire
- 2025 – Brottsplats Bradford (TV-serie)